# Молчанов, Василий Михайлович
Василий Михайлович Молчанов (1909—1989) — Гвардии капитан Рабоче-крестьянской Красной Армии, участник Великой Отечественной войны, Герой Советского Союза (1943).

## Биография
Василий Молчанов родился 12 января 1909 года в селе Владимировка (ныне — Недригайловский район Сумской области Украины). Рано остался без родителей, работал подпаском. С 1927 года жил и работал в Краматорске, окончил машиностроительный техникум. В 1931—1933 годах проходил службу в Рабоче-крестьянской Красной Армии. В 1939 году Молчанов повторно был призван в армию. Участвовал в польском походе и советско-финской войне. В 1940 году был демобилизован, был заместителем по политической части начальника Краматорского горотдела милиции. В 1941 году Молчанов в третий раз был призван в армию. С сентября того же года — на фронтах Великой Отечественной войны. В боях пять раз был ранен.
К сентябрю 1943 года гвардии капитан Василий Молчанов командовал истребительно-противотанковой батареей 51-й гвардейской танковой бригады 6-го гвардейского танкового корпуса 3-й гвардейской танковой армии Воронежского фронта. Отличился во время битвы за Днепр. 22 сентября 1943 года батарея Молчанова переправилась через Днепр в районе села Григоровка Каневского района Черкасской области Украинской ССР и приняла участие в боях за захват и удержание плацдарма на его западном берегу, отразив большое количество немецких контратак. Только в одном из боёв батарея Молчанова уничтожила 2 танка, 1 САУ «Фердинанд», около 60 солдат и офицеров противника.
Указом Президиума Верховного Совета СССР от 17 ноября 1943 года за «образцовое выполнение боевых заданий командования на фронте борьбы с немецкими захватчиками и проявленные при этом мужество и героизм» гвардии капитан Василий Молчанов был удостоен высокого звания Героя Советского Союза с вручением ордена Ленина и медали «Золотая Звезда» за номером 2089.
Участвовал в Параде Победы. В 1945 году Молчанов был уволен в запас. Проживал и работал в Краматорске. Скончался 28 декабря 1989 года, похоронен на городском кладбище Краматорска.
Был также награждён орденами Красного Знамени и Александра Невского, двумя орденами Отечественной войны 1-й степени, орденом Красной Звезды, рядом медалей и иностранных наград.